# Dubočac
Dubočac (vagy Slavonski Dubočac) falu Horvátországban, Bród-Szávamente megyében. Közigazgatásilag Bebrinához tartozik.

## Fekvése
Bródtól légvonalban 16, közúton 24 km-re délnyugatra, Pozsegától   légvonalban 34, közúton 50 km-re délkeletre, községközpontjától légvonalban 6, közúton 10 km-re délre, Szlavónia középső részén, a Száva bal partján fekszik.

## Története
Dubočac ősi település. Annak az útnak mentén jött létre, mely már a középkorban Boszniából az Orljava mentén Pozsegára és Bródra vezetett. Vele átellenben a Száva jobb partján található Bosanski Dubočac. Mindkét település jelentős volt és már a középkorban is rendelkezett templommal. A település első írásos említése 1259-ben még birtokként, „terra Dobouch” alakban történt Mária királynénak abban az oklevelében, melyben a Béla király által elvett Lobor váráért cserébe Pucyn fia Chechnek adományozza a pozsega megyei Dobouch birtokot. Ezután is sűrűn szerepel a korabeli oklevelekben, például 1317-ben „Terra in Dobuth”, 1322-ben „Dobolch”, 1339-ben „Dubouch” alakban. A 15. században a Garaiak birtoka volt. Kedvező fekvésének köszönhetően gyorsan fejlődött. 1500-ban már „Opidum Dwbowcz” néven mezővárosként találjuk az Újlakiak birtokában. A 16. században a Borics nembeli grabarjai Beriszló család birtoka volt, akik a török veszély közeledtére a Száva átkelőjének biztosítására várat építettek ide és a folyó átellenes oldalára is.
A török 1536-ban mindkét erősséget elfoglalta. A török korban a két közeli jelentős város, Bród és Kobas mellett Dubočac nem tudott igazán fejlődni. 1626-ban mindössze 25 háza volt, valamennyiben muzulmán lakosság élt.  A 17. században a várat a török megerősítette, ennek kedvező hatása volt a környező településekre is. A katolikus plébánia a török uralom idején a Száva mindkét oldalán működött, szolgálatát ferences szerzetesek látták el. Bécs 1683-as sikertelen ostroma után a keresztény seregek ellentámadásba mentek át. A felszabadító háború hatására a környéken jelentős népességcsere történt. A muzulmán lakosság a Száván túlra, Boszniába települt át, helyükre pedig nagyrészt Boszniából katolikus horvátok települtek. 1691-ben az egész vidék végleg felszabadult a török uralom alól. Az 1697-es kartográfiai térképen a település már öt sor házzal van ábrázolva, mely abban az időben már kisvárosnak számított. Látható a térképen a sáncokkal övezett vár is. Az 1698-as kamarai összeírásban nem szerepel , de az 1699-es Müller-féle térkép erődített településként ábrázolja. A karlócai béke után az új határ a Száva folyó lett, de mivel a folyón átmenő forgalom megszűnt a település elveszítette korábbi jelentőségét. A katonai közigazgatás megszervezése után a falu a gradiskai határőrezredhez tartozott.
1723-ban az összeíráskor 70 házat számláltak a településen. Az 1730-as egyházi vizitáció jelentésében 60 házzal és a Szent Mihály plébániatemplommal szerepel, ahol akkor már négy éve szolgált Luka Soljanin ferences atya. A templom fából épült és három oltára volt. Ide tartoztak a szomszédos Zbjeg hívei is. 1746-ban 66 házában 289 lakos élt. A temető a Szent Lukács kápolnával negyedóra járásra volt a falutól. 1758-ban új fatemplomot építettek három oltárral, fából ácsolt kórussal és harangtoronnyal. 1760-ban 69 házában 68 családban 367 lakosa volt. A 18. század végére gazdasági fellendülést hozott a bródi hajótulajdonos Antun Tomić, aki hajóépítéshez sok munkást alkalmazott és a munkáért jól fizetett.
Az első katonai felmérés térképén „Dubossacz” néven található. Lipszky János 1808-ban Budán kiadott repertóriumában „Dubochacz” néven szerepel. Nagy Lajos 1829-ben kiadott művében „Dubochacz” néven 132 házzal, 658 katolikus és 13 ortodox vallású lakossal találjuk. A katonai közigazgatás megszüntetése után 1871-ben Pozsega vármegyéhez csatolták.
A településnek 1857-ben 657, 1910-ben 619 lakosa volt. Az 1910-es népszámlálás szerint lakosságának 96%-a horvát, 3%-a szerb anyanyelvű volt. Pozsega vármegye Bródi járásának része volt. Az első világháború után 1918-ban az új szerb-horvát-szlovén állam, majd később (1929-ben) Jugoszlávia része lett. A település 1991-től a független Horvátországhoz tartozik. 1991-ben lakosságának 97%-a horvát nemzetiségű volt. A délszláv háború idején a település nehéz időket élt át. A szerbek elfoglalták a Száva túloldalán fekvő Bosanski Dubočacot, melyet leromboltak és felégettek, minden lakosa elmenekült. Az elfoglalt településről ágyúzták Dubočac Szávaparti részeit. A templom tornyát 18 gránáttalálat érte és ledőlt. A faluban csak a felnőtt férfiak maradtak, mivel a szerbek csaknem az egész Száva-parti részt lerombolták. A háború után mindent újjá kellett építeni.
2011-ben a településnek 202 lakosa volt.

## Lakossága
| Lakosság változása | Lakosság változása | Lakosság változása | Lakosság változása | Lakosság változása | Lakosság változása | Lakosság változása | Lakosság változása | Lakosság változása | Lakosság változása | Lakosság változása | Lakosság változása | Lakosság változása | Lakosság változása | Lakosság változása | Lakosság változása |
| ------------------ | ------------------ | ------------------ | ------------------ | ------------------ | ------------------ | ------------------ | ------------------ | ------------------ | ------------------ | ------------------ | ------------------ | ------------------ | ------------------ | ------------------ | ------------------ |
| 1857               | 1869               | 1880               | 1890               | 1900               | 1910               | 1921               | 1931               | 1948               | 1953               | 1961               | 1971               | 1981               | 1991               | 2001               | 2011               |
| 657                | 695                | 613                | 637                | 587                | 619                | 597                | 571                | 483                | 477                | 417                | 377                | 287                | 268                | 282                | 202                |

## Gazdaság
A lakosság hagyományosan mezőgazdasággal, állattartással foglalkozik, de sokan járnak dolgozni a közeli Bród városába is.

## Nevezetességei
Mihály arkangyal tiszteletére szentelt római katolikus temploma 1785-ben épült későbarokk-klasszicista stílusban. Egyhajós épület félköríves szentéllyel. A harangtornyot az attikával belekomponálták a főhomlokzatba és felül csúcsos toronysisakkal zárták le. A homlokzatot felül félköríves ablaknyílás és kétoldalt két szoborfülke tagolja. A hajó és a torony ablakai ugyancsak félköríves záródásúak. A mennyezet eredetileg boltíves volt, ezt később síkmennyezetre cserélték. Értékes későbarokk berendezése van, melyből kiemelkedik a Szent Mihály főoltár, a baldachinos szószék, az 1745-ből származó Szent Kereszt ereklyetartó és a kőből faragott keresztelőmedence. A főoltár képét Gruber bródi mester festette. Mellékoltárai Remete Szent Antal, Szent György, Szent Lúcia és a Szűzanya tiszteletére vannak szentelve. A Szent Lúcia oltár retablója polikrómozott fából készült, míg a Szűzanya oltár retablója már átmenetet képez a rokokó stílus felé. Üvegezett fülkéjében a Madonna és gyermeke domborműve látható.

## Oktatás
A településen ma a bebrinai Antun Matija Reljković elemi iskola alsó tagozatos területi iskolája működik.

## Sport
Kečiga sporthorgász egyesület.

## Egyesületek
DVD Dubočac önkéntestűzoltó-egyesület.